# ستاری کورنگن
ستاری کورنگن (به لهستانی:  Stary Kornin) یک روستا در لهستان است که در گمینا دوبیچه تسرکیونه واقع شده‌است.